# Staffan Peter
Staffan Peter (* 14. Juli 2003) ist ein deutscher Handballspieler.

## Karriere
Staffan Peter spielte nach der Jugend zunächst für das Nachwuchsteam des SC DHfK Leipzig in der 3. Liga. Zur Saison 2023/24 erhielt er ein Zweitspielrecht für den Zweitligaaufsteiger EHV Aue. Dennoch erhielte er in dieser Saison viele Spielanteile für Leipzig in der 1. Bundesliga. Seit Sommer 2024 steht er fest im Bundesligakader von Leipzig.

## Trivia
Er wurde nach dem Handballspieler Staffan Olsson benannt, weil sein Vater ein großer Fan ist.